# Терюхани
Терюхани — етнографічна група мордви, найімовірніше ерзя, мешкали в 40 селищах Терюшевської волості Нижегородської губернії (нині Дальньоконстантинівський район Нижньогородської області). Нині повністю злилися з російським населенням.
Назва терюхани — катойконім (етнікон), пов'язана з центром їх розселення — селом Велике Терюшево та походить, ймовірно, від чоловічого імені (Те́ряй — Терю́хай — Терю́ш), самоназва терюхан — мордва. Терюхани дуже рано вступили в тісні контакти з росіянами, але хрещені були лише в середині XVIII століття, забувши до цього часу ерзянську мову, зберігаючи, однак, самосвідомість. Також дохристиянські риси мала матеріальна та духовна культура терюхан, зокрема одяг, орнамент, що відрізняються від інших груп мордви. Календарні, весільні та похоронні обряди зберігали цілий ряд магічних дій. Дуже багатий фольклор, особливо пісенний.
Ще в 1920-х налічувалося 25 селищ, населених терюханами, але протягом XX століття вони повністю втратили етнічну самосвідомість, остаточно влившись в російський етнос.